# Station Golnice
Station Golnice is een spoorwegstation in de Poolse plaats Golnice.